# Philosophie juive
 (mai 2009).
 (mai 2009).
Si vous disposez d'ouvrages ou d'articles de référence ou si vous connaissez des sites web de qualité traitant du thème abordé ici, merci de compléter l'article en donnant les références utiles à sa vérifiabilité et en les liant à la section « Notes et références ».
La philosophie juive est une forme de pensée juive, examinant les rapports entre le legs du judaïsme, la révélation et la tradition, et celui de l'hellénisme, la raison (logos).
Les sujets qu'elle couvre peuvent porter sur :
- des questions philosophiques générales, comme le sens de la vie, la place de l'homme par rapport à lui-même ;
- des questions communes à toutes les philosophies religieuses, comme le rapport d'autrui à Dieu, la nature de Dieu, les « preuves » et « démonstrations » de son existence, mais aussi de préoccupations plus spécifiquement juives, comme le sens des mitzvot (prescriptions bibliques dans une moindre mesure, rabbiniques), la place du dogme, la croyance ou de la certitude, la nature des temps messianiques ;
- des questions, surtout chez les philosophes post-spinozistes, portant davantage sur un questionnement identitaire et la place du Juif dans le monde et l'histoire.

Cette entité est controversée par les tenants du judaïsme traditionnel comme par les philosophes: pour les premiers, elle amène les Juifs à formuler les questions à la manière des non-Juifs, et les conduit donc rapidement et directement à l'hérésie ; pour les seconds, elle part d'un postulat préétabli, la vérité de la révélation, ce qui est contraire à une démarche philosophique authentique, et conduit des philosophes comme Leo Strauss à affirmer que les « classiques » de la philosophie juive comme le Guide des Égarés ou le Kuzari ne sont pas des œuvres philosophiques.[réf. nécessaire]

## Judaïsme et hellénisme
L'hellénisme, et sa composante doctrinale, la philosophie, sont introduits en Judée lors de la conquête de la Perse par Alexandre. La tradition orale judéenne témoigne, au travers de ses aggadot ou de sentences attribuées à des Sages, du mélange de respect et de méfiance entre Juifs et Grecs. Les seconds influencent profondément les premiers dans leur organisation de la cité et l'art, encore que certains points de leur mode de vie (la nudité obligatoire lors des jeux sportifs, s'accompagnant d'une obligation de cacher les signes d'une origine juive, la pédérastie érigée en principe d'éducation, etc.) choquent les Juifs, qui ont appris dans leur Livre que ce sont des abominations à YHWH.
Il en est de même pour leurs modes de pensée respectifs : bien que ne présentant pas d'interdépendance avec la philosophie, et bien que les discussions autour de l'exégèse des Livres de la Bible n'aient pas pour but la poursuite de la sagesse, mais la détermination de la conduite à tenir en conformité avec la Loi dans une situation donnée, la démarche du judaïsme, en ce qu'elle a toujours voulu penser l'acte, l'action, et les ancrer dans le Transcendant, c'est-à-dire, pour elle, le divin, présente des analogies avec la démarche philosophique. 
De nombreux concepts juifs concernant le divin (Dieu n'ayant pas de forme, de représentation, de corps, et n'étant pas soumis à la temporalité), ne sont d'ailleurs pas sans rappeler l'Idée de Platon ou la Métaphysique d'Aristote. Parmi les autres valeurs partagées par ces deux systèmes, on compte :
- une prédilection pour l'instruction, qui doit tenir une place majeure dans l'éducation. Ainsi que le dit le Traité des Pères, l'ignorant ne saurait être pieux ;
- un rejet du numineux, le sacré, qui possède l'homme et le prive de sa liberté d'être, de son indépendance ;
- un rejet de l'idolâtrie et du mythe ; toutefois, il y a déjà là un début de divergence, car la philosophie opte pour l'athéisme ou un Dieu abstrait, alors que le judaïsme croit en un Dieu personnel et impliqué dans le monde.

Philosophie et judaïsme sont en revanche difficilement conciliables sur certains points :
- l'hellénisme prône une société fondée sur l'accomplissement humain et la Raison. Le monde est, selon Aristote, incréé et éternel, et la rétribution des actes est, si elle existe, collective et non personnelle. La question grecque est par excellence celle du savoir[3] ;
- le judaïsme se fonde sur une Loi Révélée, dictée, selon la tradition, à Moïse par YHWH, Elohim au Nom ineffable, ne pouvant être représenté, qui a créé le monde[4] et fait sortir les enfants d'Israël du pays d'Égypte. Cette Loi est un code à la fois éthique et rituel, à laquelle nul ne peut soustraire, sous peine d'être retranché, pour les fautes les plus graves, du peuple avec lequel YHWH a choisi pour contracter une Alliance. La question juive par excellence est celle de la responsabilité[3].

Les rapports entre Sages judéens et « Sages des nations » sont donc empreints d'ambivalence: leurs idées sont connues, et leur valeur intellectuelle reconnue, tant qu'elles ressortent de la science, mais non de la foi ou de la théologie. Le folklore palestinien, recueilli en partie dans le Talmud et d'autres recueils de tradition orale rabbinique, en particulier dans le Midrash Eikha Rabba, abondent en historiettes d'un Athénien et d'un enfant (judéen), où le second se joue aisément du premier, alors que des Sages juifs en visite à Athènes se distinguent par leur acuité d'esprit et leur répartie.
Toutefois, au-delà de la raillerie, la sagesse grecque est jugée particulièrement pernicieuse par les Pharisiens: d'Elisha ben Avouya, figure de l'hérétique par excellence dans le Talmud, il est dit qu' « une mélodie grecque ne quittait jamais ses lèvres et […] des livres grecs tombaient de son sein ». L'hérétique et l'apostat sont d'ailleurs appelés tous deux Apiqoros, dérivé d'épicurien, car l'épicurisme prône la supériorité des plaisirs de l'esprit sur tous les autres, l'étude de la Torah pour le plaisir intellectuel que cette étude suscite, et non pour y chercher la voie à suivre. La littérature rabbinique est donc emplie de controverses avec des philosophes, en vue de réfuter leurs propos.
L'hellénisme n'est cependant pas sans influence sur la pensée juive : le monothéisme des Judéens, jusque-là national, c'est-à-dire limité aux « ressortissants de la nation judéenne, » devient véritablement universel. Par ailleurs, les considérations sur le corps et l'âme, son immortalité, ainsi que sur la nature de la métempsycose, si importantes pour le concept kabbalistique du Guilgoul haneshamot, n'étaient développées qu'à un niveau rudimentaire dans le judaïsme, qui professe la résurrection corporelle des morts. Toutefois, cette symbiose na pu se faire en Judée, mais parmi les Juifs installés dans le monde hellénistique, en particulier à Alexandrie.

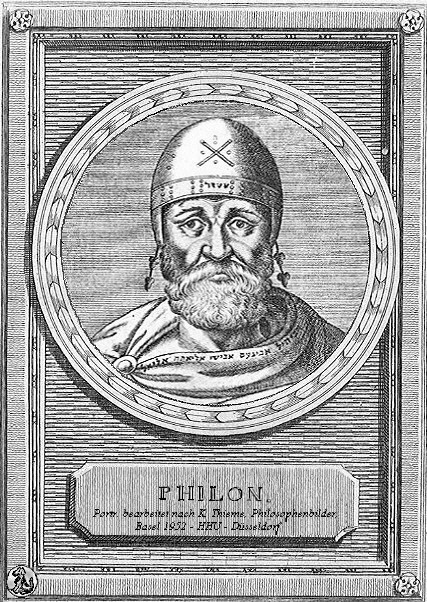
Une représentation médiévale de Philon d'Alexandrie, le plus illustre représentant de la philosophie juive hellénistique

### La philosophie judéo-alexandrine
C'est en effet à Alexandrie que le judaïsme, libéré des liens nationaux qui se rattachaient à la tradition en Palestine, s'imprègne de l'hellénisme ambiant. Ce mouvement n'aura pas d'effet durable sur le judaïsme global, malgré son influence, considérable pendant quelques siècles, par suite de l'éveil du sentiment national judéen lors des guerres macchabéennes et de la révolte de Bar Kokhba d'une part, et parce qu'il sera récupéré par le christianisme lors de sa séparation avec le judaïsme. C'est en particulier le cas de la Septante, traduction de la Bible en grec, initialement célébrée pour sa beauté et son utilité dans le Talmud, mais abandonnée par suite des incessantes controverses avec les chrétiens, qui y lisaient la préfiguration de Jésus et conspuée: Le jour où la Bible fut traduite en grec fut considéré comme le jour où l'on honora le veau d'or; lorsque la traduction de la Bible fut achevée, les ténèbres vinrent sur l'Égypte pendant trois jours; le 8 Tevet fut décrété jour de jeûne pour expier cette offense, et son étude fut interdite, ainsi que celle de la littérature grecque, et du grec lui-même.
Si certains livres, comme l'Ecclésiastique, ressemblent à des livres bibliques canonisés comme les Proverbes ou l'Ecclésiaste, qui a d'ailleurs été envisagé par certains comme un dialogue philosophique, d'autres, comme la Sagesse de Salomon, présentent clairement l'éthique grecque dans le moule de la littérature sapientiale juive. Prenant la forme d'une exhortation de Salomon à des homologues royaux régnant sur des païens, il les met en garde contre l'impiété, en particulier l'idolâtrie, et leur enjoint de suivre la vraie sagesse, et à servir Dieu. Le texte s'adresse vraisemblablement à des païens, ou à des Juifs tentés par le paganisme. L'auteur laisse entrevoir des doctrines stoïciennes, en faisant de la Sagesse un être indépendant, existant en dehors de la divinité et servant de médiateur entre l'activité divine et le monde, dans lequel la raison divine est immanente. L'influence de Platon est également visible dans le traitement de l'âme, entité indépendante du corps et lui survivant lorsqu'il retourne à la poussière.
À l'inverse, le « quatrième Livre des Macchabées, » (appelé ainsi car il prend pour thème l'exécution de Hannah et ses sept fils — 2. Macch. 7), s'il se présente comme une dissertation rhétorique sur la suprématie de la raison pieuse sur la passion, exprime des idées religieuses totalement juives, en accord avec le message de la Bible.
Son but est avant tout apologétique : elle veut démontrer la validité et l'universalité du judaïsme, en fournir une interprétation philosophique, qui conçoit Dieu de façon spirituelle (à l'inverse des divinisations d'occurrences matérielles, qui ont donné le polythéisme) et l'éthique de façon rationnelle[réf. nécessaire].
Survenant à une époque où tant les Juifs de Babylone que d'Israël manifestaient une méfiance de plus en plus marquée envers celle-ci, son influence sera faible dans la pensée juive, bien que Harry Austryn Wolfson fasse remonter toutes les formes de philosophie religieuse à Philon, mais prépondérante dans le christianisme primitif.
C'est par le biais des Pères de l'Église que l'on connaît Aristobule de Panéas, dont certains fragments du commentaire qu'il fit de la Bible ont été conservés par eux. Selon Aristobule, les philosophes et poètes tiraient leurs enseignements de la sagesse de Moïse[réf. nécessaire]. Certaines de ses idées ont pénétré en profondeur l'exégèse ultérieure : il se refuse à donner une interprétation littérale des expressions anthropomorphiques de la Bible concernant Dieu, et fait préexister la Sagesse (c'est-à-dire la Torah) aux cieux et à la terre, d'abord comme attribut divin, ensuite comme création (par émanation) de Dieu, et enfin comme immanente au monde. Il propose aussi une interprétation symbolique du Shabbat, et du chiffre 7 en général[réf. nécessaire].
Plus connu est Philon d'Alexandrie (-20 EC- 40 EC). Représentant typique du judaïsme hellénisé d'Alexandrie, Philon ne parle probablement pas l’hébreu, ainsi que semble en attester son usage d'étymologies fantaisistes[réf. nécessaire], et bien que connaisseur de nombreuses traditions juives, ne les comprend pas à la façon des rabbins. Estimant que la raison (la philosophie) et la révélation ne sont pas incompatibles, la première doit défendre et de justifier les vérités de la seconde. Afin de faire comprendre Moïse, Philon en fait un précurseur de Solon ou de Lycurgue[réf. nécessaire]. De même, les commandements divins les plus obscurs, comme l'institution d'un jour d'abstention hebdomadaire, les lois alimentaires, servent à inculquer à l'homme les fondements du stoïcisme, et accordent son rythme aux rythmes cosmiques et universels. Philon considérait toutefois le judaïsme comme supérieur à la philosophie, et écarte les doctrines contraires aux enseignements bibliques, comme l'éternité du monde.
Classé parmi les pères de l'Église, Philon n'est pas étudié, ni même réellement considéré comme un penseur juif en dépit de son indiscutable judéité. Il fut sans doute trop "grec" pour les rabbins, c'est-à-dire trop proche de la métaphysique et moins de la démarche rabbinique. Il semblerait en revanche avoir reçu une certaine postérité dans le karaïsme.

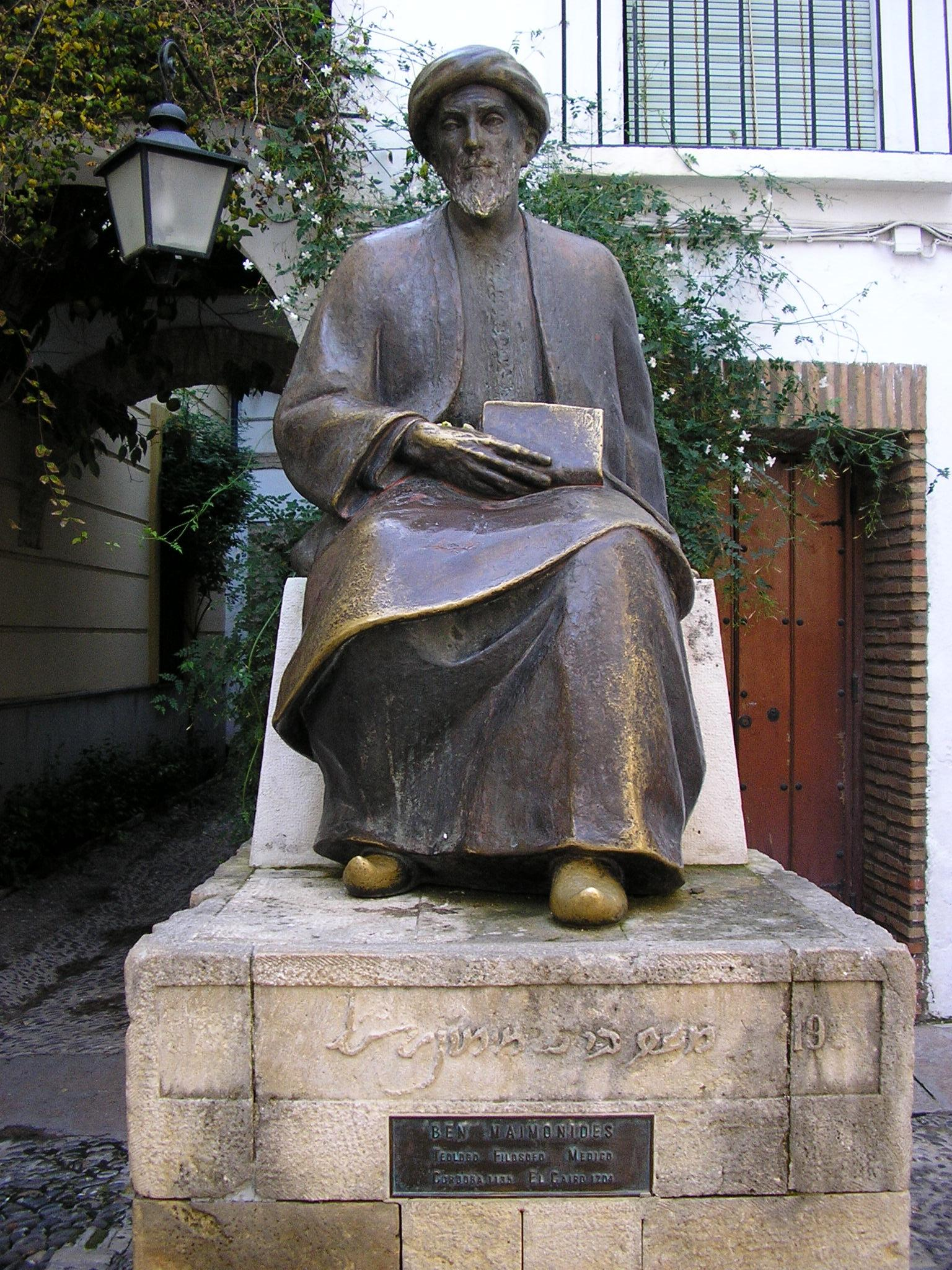
Moïse Maïmonide, lAigle de la Synagogue selon Thomas d'Aquin

## La philosophie juive au Moyen Âge
On peut diviser la philosophie juive médiévale en deux périodes :
- une période islamique, du VIIIe au XIIe siècle EC, où les philosophes juifs sont fortement influencés par la philosophie islamique environnante, laquelle est fortement tributaire de la philosophie grecque, traduite du syriaque par Al-Farabi. De même que leurs confrères, les philosophes juifs s'intéressent particulièrement à quatre courants, le motazilisme, le néoplatonisme, l'aristotélisme et la critique de la philosophie ;
- une période s'étendant du XIIe au XVIe siècle, où les Juifs, s'étant réfugiés dans le monde chrétien et ayant oublié l'arabe, durent développer une philosophie propre, laquelle comportait des influences chrétiennes, principalement de la scolastique. C'est également au cours de cette période que se développent les idées des Juifs conversos, qui préfigurent la philosophie moderne.

### Philosophie judéo-islamique

#### Le motazilisme
La philosophie des Mutazilites est conçue par eux comme un moyen de résoudre les problèmes de l'analyse scripturaire, principalement en ce qui concerne l'Unité et la Justice divines.
Il ne s'agit pas d'une philosophie systématisée, tout argument philosophique est bon pour expliquer l'Écriture, qu'il provienne de Platon, d'Aristote ou d'Épicure.
Or, l'analyse scripturaire caractérise précisément les Karaïtes, des Juifs qui, ayant fait sécession du Talmud, reportent leur adoration tout entière sur la Miqra. Le mutazilisme, dont la naissance en fin de VIIIe siècle, coïncide avec le regroupement autour d'Anan ben David de tous les courants juifs opposés à la Loi orale, trouve donc chez eux un accueil particulièrement favorable. Il leur assure un certain succès dans la propagation de leurs idées, au point d'entraîner la réponse vigoureuse de Saadia Gaon, un Sage rabbinique formé à l'école mutazilite d'Al Dubaï. Son Emounot veDeot (Kitab al-Amanat wal-l'tikadat, le "Livre sur les Articles de Foi et les Doctrines du Dogme"), première présentation systématique de la doctrine judaïque ainsi que de ses éléments philosophiques, est construit en sections selon la structure mutazilite, avec une section sur l'Unité divine, et une sur la théodicée. Toutefois, il s'écarte de leurs enseignements en déclarant que la tradition (juive rabbinique s'entend, c'est-à-dire le corpus des Talmuds et du Midrash), bien que le plus souvent conciliable avec la raison, l'emporte sur elle lorsqu'ils se trouvent en conflit. C'est notablement le cas dans les domaines où seule la spéculation semble pouvoir mener à la bonne compréhension des choses, comme les débats sur l'éternité du monde ou l'immortalité de l'âme.
À l'inverse, Joseph ben Abraham (en) et son disciple Yeshoua ben Yehouda (en), deux éminents philosophes karaïtes du XIe siècle, enseignent que la connaissance rationnelle de Dieu doit précéder la croyance en la révélation : ce n'est, selon eux, qu'une fois l'existence de Dieu, Sa sagesse et Son omnipotence établies, que la vérité de la Révélation est garantie. De même, certains principes moraux sont accessibles par la seule réflexion, par exemple, qu'il vaut mieux faire le bien que le mal, qu'il faut dire la vérité et manifester de la reconnaissance; ces évidences sont indépendantes de la Révélation, puisque même ceux qui nient l'existence de Dieu et Sa révélation adhèrent à ces principes. La loi morale est obligatoire non seulement pour l'homme mais aussi pour Dieu. Les deux philosophes parviennent à démontrer la création du monde, cependant, à la différence de Saadia, ils souscrivent à la doctrine kalamique selon laquelle tout est composé d'atomes.
Le Kalâm demeurera l'école de prédilection des Hakhamim karaïtes, même lorsqu'au XIVe siècle, Aaron ben Elya de Nicomède, montrera des influences aristotéliciennes, surtout maïmonidiennes.
En revanche, chez les Rabbanites, le Kalam sera en compétition avec le néo-platonisme, et sera supplanté plus tard par les doctrines d'Aristote.

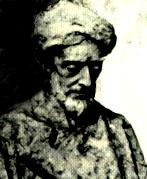
Salomon ibn Gabirol (représentation artistique)

#### Le néoplatonisme
Le néoplatonisme, bien qu'originellement hénothéiste et païen, fut adapté puis adopté par de nombreux penseurs juifs, dont l'un des plus illustres représentants est Salomon ibn Gabirol.
L'émanationnisme, la perfection infinie de l'Un, la montée de l'âme etc. sont en effet des thèmes très proches des croyances religieuses, pouvant être abordés sous un angle rationnel, menant au système d'ibn Gabirol, ou d'un point de vue "mystique", menant à la doctrine des sephirot d'Isaac l'Aveugle, chef de file de la Kabbale géronaise. 
 Les philosophes juifs néoplatoniciens oscilleront souvent entre ces deux pôles, qui peuvent se confondre chez certains, comme Bahya ibn Paquda, que les Juifs connaissent sous le nom de Rabbenou Behaye. Auteur du premier ouvrage d'éthique juive (Al Hidayah ila Faraid al-hulub, "Guide aux devoirs du cœur", et traduit en hébreu par Juda ben Saül ibn Tibbon sous le titre Hovot ha-Levavot, les Devoirs du Cœur), il était, sous l'inspiration des "Frères de la Pureté", fortement enclin au mysticisme contemplatif et à l'ascétisme. Toutefois, voulant présenter un système religieux abordable, pur, et en complet accord avec la raison, il élimina de ce système les éléments qui lui semblaient en contradiction avec le monothéisme ou la Loi juive.

##### Néoplatoniciens juifs notables
- Isaac Israeli (855-955), médecin et philosophe basé à Kairouan, premier représentant du néoplatonisme dans le judaïsme,
- Salomon ibn Gabirol (1021-1058), auteur du Fons Vitae ("Meqor Hayim"), du Keter Malkhout, œuvre de poésie et du Tikkoun Middot HaNefesh ("Correction des Attributs de l'Âme"), œuvre d'éthique.
- Abraham bar Hiyya Hanassi (première moitié du XIIe siècle), auteur du Higayon HaNefesh et du Meguilat Hamegale
- Moïse ibn Ezra (1055–1135)
- Abraham ibn Ezra (1089–1164), cousin du précédent, auteur du Yessod mora vessod ha-torah (1158), sur la division des commandements bibliques et leur essence, c'est principalement dans son commentaire biblique que ses influences néoplatoniciennes s'expriment.

#### La critique de la philosophie
Bien que chaque philosophe se livre à la critique des idées de ses collègues, aucun ne s'élève comme Yehouda Halevi (1085-1140), contre la philosophie, ce qui lui valut son surnom de "l'Al-Ghazali juif".
Son œuvre majeure, le Kuzari (Kitab alhuyya wa-l-dalil fi nusr al-din al-dalil, "le livre de l'argumentation pour la défense de la religion méprisée"), composé sur le modèle des dialogues deLa destruction des philosophes (Tahafut al-Falasifa) d'Al-Ghazali, entend défendre le judaïsme contre les systèmes de pensée environnants, dont il déplore l'influence sur les Juifs, à savoir le christianisme, l’islam, le karaïsme, et surtout la philosophie, à l'époque principalement représentée par le courant néoplatonicien.
Juda Halevi ne s'élève pas contre la spéculation philosophique elle-même, dont il fait lui-même usage, y compris pour démonter des arguments philosophiques, mais contre la volonté de démontrer une identité entre vérité démontrée et vérité révélée. Selon lui, celle-ci ne se laisse ni examiner, ni soumettre à la spéculation, seul Dieu donne accès à quelques élus au domaine du divin (al 'amr al-ilahi). Il entreprend ensuite de démontrer les doctrines juives basées sur la révélation et la tradition, ce qui fait de ce livre un exposé concis et complet du judaïsme.
Ce livre valut à Juda Halevi sa notoriété en son temps et de nos jours, bien qu'il fût déjà un poète réputé.

#### L'aristotélisme
Les idées d'Aristote eurent une répercussion importante et durable dans la philosophie juive, du fait de la stature spirituelle de son principal représentant, Moïse Maïmonide. Cependant, Maïmonide avait été précédé en cette voie par Abraham ibn Dawd Halevi, dont la principale œuvre philosophique, Emouna Rama (Al-Aqida al-Rafi'a), rédigé uniquement "à l'intention de ceux qui doutent", était une critique en règle du Fons vitae de Salomon ibn Gabirol, rédigée à l'aide d'arguments aristotéliciens.
De lecture malaisée, ce livre fut très vite surclassé par le "Guide des Egarés" de Maïmonide, paru peu après. Abraham ibn Dawd n'en est pas moins le premier Juif aristotélicien, et son œuvre compte parmi les ouvrages classiques de la philosophie juive du Moyen Âge.

##### Moïse Maïmonide(1135-1204)
Rabbin, commentateur de la Mishna, légaliste, codificateur, décisionnaire, et médecin, Moshe ben Maïmon HaDayan, connu sous le nom de Rambam pour les juifs, Moyses Maïmonide pour les chrétiens, Moussa bin Maïmoun ibn Abdallah al-Kurtubi al-Israili pour les musulmans, fut l’"Aigle de la Synagogue" selon Thomas d'Aquin, le rédacteur du Guide des Egarés

### La philosophie juive médiévale après Maïmonide
De même que tout commentaire biblique rédigé après celui de Rachi peut être considéré comme un commentaire du sien[réf. nécessaire], la philosophie de Maïmonide alimente la philosophie juive jusqu'à l'ère moderne, voire la philosophie moderne elle-même, Hasdaï Crescas, Baruch Spinoza, Moïse Mendelssohn, Leo Strauss ou Hermann Cohen s'y étant référés.

#### Controverses autour de la philosophie de Maïmonide
La philosophie de Maïmonide fut, de son vivant même, l'objet de mesures et contre-mesures d'excommunication pour quiconque s'y adonnerait, et de controverses passionnées, dont le compte-rendu même fournit la matière du Minhat Kenaot d'Abba Mari, rédigé en 1306, plus d'un siècle après la mort du Maître. Il arrivait souvent que les acteurs de ces controverses adoptent une position partagée. Salomon ben Aderet, par exemple, défendait l'œuvre de Maïmonide, mais s'opposait à sa diffusion en masse, et finit par rédiger un herem envers quiconque étudierait la philosophie en dessous de l'âge de trente ans.
Abraham ben David de Posquières, le plus ardent des critiques contemporains de Maïmonide, entreprit de démontrer que, toute admirable que fût son œuvre, d'autres opinions que la sienne pouvaient et devaient exister, en matière de halakha comme en matière de philosophie. Il s'opposa particulièrement à la tendance de Maïmonide de faire passer des doctrines aristotéliciennes pour des articles de foi, voire des dogmes juifs, comme ses vues sur l'immortalité de l'âme et la résurrection des morts.
Shem Tov Falaquera rédigea le Moreh ha Moreh (Guide du Guide), et l'Iggeret ha-Vikou'ah (Épître de la disputation), œuvre apologétique reproduisant un dialogue entre un partisan et un opposant de l'étude de la philosophie, tranchant en faveur du premier.
Moïse Nahmanide, aussi versé dans la philosophie que dans la Kabbale, représenta la voie modérée dans les controverses autour de Maïmonide, proposant de casser le bannissement portant sur Maïmonide, mais maintenir, voire renforcer celui sur ses œuvres. Cette opinion fut rejetée, tant par les tenants que par les opposants à Maïmonide. Lui-même critiquait fortement certaines idées de Maïmonide dans son commentaire[réf. nécessaire], mais il tenta par ailleurs de les réconcilier avec la tradition juive : concernant la résurrection des morts, il suggéra qu'aux temps messianiques, les corps physiques s'élèveraient par le truchement de l'âme à une essence pure, si proche de l'esprit, qu'ils en deviendraient éternels[réf. nécessaire].

### Les averroïstes

#### Isaac Albalag, seconde moitié duXIIIesiècle
Résolument philosophe, résolument rationaliste, résolument averroïste, Albalag franchit la limite qu'avait tracé Maïmonide : son interprétation du récit de la création suit de si près la thèse d'Aristote sur l'éternité du monde qu'il est traité d'hérétique.
Son œuvre la plus connue est la traduction qu'il fit du Mahahid al-Falasifa (les tendances des philosophes) d'Al-Ghazali. Il n'en a traduit en réalité que les chapitres concernant la logique et la métaphysique. Cependant, il fit également œuvre de commentateur, corrigeant les vues des philosophes comme l'avait fait Al-Ghazali dans son Tahafut al-Falasifa (La Destruction des Philosophes, déjà mentionné).
Albalag remarque qu'Al Ghazali ne réfute pas les philosophes mais ses propres erreurs, qu'il avait commises en se basant non sur les textes originaux d'Aristote, mais sur ces commentateurs, comme Avicenne. Albalag adresse d'ailleurs ce même reproche à Maïmonide, lorsque celui-ci ne suit pas Aristote, notamment sur l'éternité du monde
En composant son travail, Albalag travaille à un but principal : démonter l'idée populaire que la philosophie tend à saper les bases de la religion. Au contraire, elles s'accordent (selon lui) dans les principes fondamentaux de toute religion positive, à savoir :
- la croyance en la rétribution, récompense ou châtiment ;
- la croyance en l'immortalité de Dieu ;
- la croyance en un Dieu juste ;
- la croyance en un Dieu Providentiel.

Ces bases partagent le même but : le bonheur de l'humanité.
La philosophie s'adressant à l'individu, alors que la religion s'adresse aux masses, ce qui explique leurs différences dans l'établissement des vérités : la philosophie démontre, alors que la religion enseigne.
Cependant, Albalag, inspiré par Averroès, ne prétend pas que les doctrines philosophiques doivent entièrement coïncider avec les doctrines religieuses : la vérité philosophique nue est délétère pour les masses, obligeant les Écritures Saintes à adapter leur langage.
- C'est pourquoi il est doublement dans l'erreur, celui qui rejette une vérité philosophique parce qu'elle semble entrer en contradiction avec l'Écriture : premièrement, parce qu'il n'a pas compris le sens véritable de l'Écriture; deuxièmement, parce qu'il en tire que les arguments véritables de la philosophie ne peuvent être concluants.

Dans les cas où l'adéquation entre raison et révélation semble vraiment impossible, Albalag propose une solution assez inhabituelle, la double vérité, retrouvée chez les Solastiques latins, qui enseigne que vérité philosophique et vérité prophétique sont deux vérités qui peuvent se contredire, bien que non mutuellement exclusives.
Il semble toutefois qu'il y soit parvenu à la suite de ses propres spéculations, en combinant les théories inconciliables d'Averroès et d'Al Ghazali : l'enseignement philosophique est vrai d'un point de vue spéculatif et l'enseignement révélé est vrai à un niveau supérieur, celui de la prophétie, ces deux points n'étant pas les mêmes. Le prophète ne peut être compris que par le prophète, et le philosophe que par le philosophe, ainsi que le professe Al Ghazali dans un travail ultérieur, le Munkid.
Source : Article de la Jewish Encyclopedia sur Isaac Albalag

#### Joseph ibn Caspi,1279-1340
Comment puis-je connaître Dieu, et savoir qu'Il est Un, à moins de savoir ce que signifie savoir, et ce qui constitue l'unité? Pourquoi cela devrait-il être abandonné aux philosophes des Nations? Pourquoi Aristote devrait-il garder en sa seule possession les trésors qu'il a volé à Salomon ?
Bien qu'influencé par Maïmonide, le Rav Joseph ibn Caspi se considère plutôt comme un continuateur d'Abraham ibn Ezra, notamment dans son approche littéraliste et rationaliste des Écritures.
Il partage néanmoins l'attitude rationalisante d'Averroès envers les miracles, les considérant comme des phénomènes naturels dont les causes physiques nous sont inconnues, et dont le contexte est trop lointain.

De même, la prophétie doit se comprendre en tenant compte du fait qu'elle devait produire un effet marquant sur les foules, et s'adressait aux hommes de son temps. La "prescience" des prophètes est due à son analyse parfaite des tenants et aboutissants du présent et leurs conséquences.

Bien des assertions religieuses ne tendent pas tant à délivrer un message "vrai", qu'à enseigner aux foules comment se comporter et les motiver à le faire.

Prophétie et la philosophie peuvent diverger, puisqu'elles ne sont pas de même nature. Cela dit, si nous savions pourquoi ils disaient ce qu'ils disaient, et pourquoi les miracles prennent la forme qu'ils prennent, peut-être nous apercevrions-nous que la prophétie pourrait être ramenée, à peu de chose près, à des vérités philosophiques plus aisément compréhensibles par le commun des mortels. Cependant, notre compréhension des assertions n'étant pas, et ne pouvant être totale, nous devons les accepter, en tant qu'aspects de notre foi, bien que nous puissions rester convaincus que ces assertions sont assez équivalentes aux vérités philosophiques.
Contrairement à Maimonide et Averroès, Ibn Caspi ne pensait pas que les secrets de l'interprétation étaient à réserver à l'intelligentsia. Au vu des différences entre les contextes, époques, audiences, connaissances, langages, etc., il s'était forcément creusé un fossé qu'il ne fallait pas tenter de combler. En conséquence, le secret demeurait secret.

#### Levi ben Gershom,1288-1345
Plus connu sous le nom de Gersonide, ou de Ralbag, auteur de Milhamot HaShem, il se situe plutôt dans la mouvance maïmonidienne et scolastique, n'hésitant pas à placer la raison au-dessus de la tradition.
Son principal ouvrage, Milhamot HaShem (Les guerres de Dieu), est construit sur le modèle du Guide des Egarés . Il s'agit d'une critique philosophique (suivant souvent la ligne de pensée du Rambam (Maïmonide)) du syncrétisme proposé par l'œuvre du Maître entre la philosophie aristotélicienne et l'orthodoxie Juive.

#### Moïse de Narbonne, circa1300-1362
Grande figure de la pensée juive post-maïmonidienne, le Rav Moïse de Narbonne, auteur d'un commentaire sur le Guide des Egarés, est initié par son père à la philosophie, malgré l'anathème rabbinique frappant tous ceux qui s'y adonneraient avant l'âge de 30 ans.
Le prophète possède un niveau si élevé d'intellect qu'il finit par agir sur la matière : il s'agit de l'Intellect Agent. Toutefois, les prophètes adaptent ces idées au niveau de l'audience à laquelle ils s'adressent. La Torah est donc pratiquement incompréhensible dans sa globalité, si ce n'est par un individu dont l'intellect s'est fondu dans l'Intellect Agent. Le philosophe s'en rapproche le plus. Seuls les philosophes sont donc à même de pouvoir tenter l'entreprise de comprendre les paroles des prophètes.

### Hasdaï Crescas,1340-1410
Le "Rav de Saragosse", auteur de Or Hashem ("La Lumière de Dieu"), déplore le carcan de l'aristotélisme dans lequel il estime que le judaïsme s'est enfermé. Il se fait l'adversaire aussi déclaré d'Avicenne et Maïmonide que d'Averroès et Gersonide, dont les ouvrages peuvent mener à brouiller la spécificité du judaïsme, et en ramener le contenu à un ensemble de concepts aristotéliciens, quand bien même ce ne serait pas l'intention des auteurs (il est vrai que le nombre de conversions volontaires à une autre confession battit son plein lorsque l'échange d'idées fut maximale entre les trois communautés, car aux certitudes du croyant se substituaient facilement les doutes du philosophes. Les conversions au judaïsme furent tout de même plus rares que l'inverse).
Son Or Hashem est divisé en quatre sections (ma'amarim), subdivisées en règles (kelalim) et chapitres (perakim) :
- le premier traite des fondements de toutes les croyances : l'existence de Dieu;
- le second des principes fondamentaux de la foi, que le Rav de Saragosse limite à six:
  1. Croyance en l'omniscience divine
  2. Croyance en la providence divine
  3. Croyance en l'omnipotence divine
  4. Croyance en la prophétie
  5. Croyance au libre-arbitre
  6. Croyance que le monde a été créé en vue d'une finalité.
- le troisième d'autres doctrines qui, bien que non fondamentales, lient chaque adhérent au Judaïsme;
- le quatrième de doctrines qui, bien que traditionnelles, ne sont absolument pas obligatoires et sont donc ouvertes à la spéculation.

La critique que fait Hasdaï Crescas non seulement des idées philosophiques, mais aussi des postulats scientifiques d'Aristote, dont il démontre la péremption, au vu des progrès de la science faits depuis, en font un génial précurseur de la révolution scientifique.

### Joseph Albo,1380? -1430ou1444
Élève de Hasdaï Crescas, Joseph Albo, auteur des Ikkarim (Principes de la Foi), fut un rabbin et théologien espagnol du XVe siècle. Il est probable que sa philosophie se soit développée en réponse aux disputations judéo-chrétiennes auxquelles il eut à participer, et qu'il ait souhaité développer des principes plus facilement défendables que ceux de ses prédécesseurs, comme la venue du Messie.
Il existe trois sortes de lois ; naturelle, conventionnelle et divine. La loi naturelle est la même pour tous, en tous lieux, en tous temps; la loi conventionnelle est le fait d'un ou de plusieurs sages en accord avec la raison; la loi divine ne peut qu'être donnée par Dieu à un ou des prophètes. Elle seule peut mener l'homme au bonheur et à l'immortalité.
Trois religions se disent divines. Comment les distinguer ? Toutes trois partagent nécessairement trois principes :
1. Croyance en l'existence de Dieu
2. Croyance en la révélation
3. Croyance en la justice divine

Cependant, seule une religion véritablement révélée peut en déduire ses autres principes, comme la création ex nihilo, le monde à venir, la venue du Messie, etc. sans se contredire. Toutefois, ces principes dérivés ne sont pas nécessaires à la croyance : bien qu'un Juif doive y souscrire, et que le contraire le rend sans aucun doute pécheur, il n'en devient pas hérétique pour autant.
Joseph Albo trouva matière à critiquer ses prédécesseurs, tant Maïmonide que Crescas, mais eut fort à faire pour éviter les accusations d'hérésie. Ses trois principes autorisent une énorme marge de manœuvre quant à leur interprétation, si bien qu'en se tenant à ses théories, il serait difficile de remettre en question l'orthodoxie, même de Juifs particulièrement libéraux.

### Isaac Abravanel (1437-1508)
Il peut paraître paradoxal que celui qu’on présente souvent comme le dernier Juif aristotélicien, le plus grand commentateur du Guide des Egarés, au point de figurer dans certaines éditions auprès de Maïmonide lui-même, ait été l’un des plus grands adversaires de la philosophie.
C’est que, depuis Maïmonide, une autre école de pensée a fleuri dans la péninsule ibérique, qui a révélé à quelques initiés des secrets bibliques profonds, et montré que, si le génie et la sagesse du Rambam sont incontestables et incontestés, ses opinions ne le sont pas.
Abravanel a aussi bien assimilé les rationalistes comme Maïmonide, Gersonide, et d’autres que des penseurs plus mystiques, comme Juda Halevi et Nahmanide pour ne citer qu’eux. S’il peut illustrer les idées du Maître, et en restaurer la clarté et le sens original, il n’ignore pas ces opinions alternatives qui peuvent le contredire, et rappeler, une fois de plus, que l’opinion de notre Maître Moïse n’est pas celle de Moïse notre Maître.
Néanmoins, si Abravanel ne manqua pas à l’occasion de critiquer Maïmonide, plus durement qu’aucun de ses prédécesseurs, en ce qui concerne les conceptions rationalisantes sur la prophétie et le Char Céleste (commentaire du Guide des Egarés, IIIe partie:71-74), il n’en fut pas anti-maïmonidien pour autant.
Ainsi dans son Rosh Amana, il rétablit la validité des treize principes fondamentaux de Maïmonide contre les critiques de Hasdaï Crescas et Joseph Albo. 
Il précise toutefois que le fait de vouloir établir des principes est une inanité en soi : Maïmonide, en compilant ces articles, n’a jamais fait que reproduire les coutumes des nations d’énoncer des axiomes, c'est-à-dire des principes fondamentaux de leurs sciences. Or, s’il l’a fait, ce n’est que pour pallier l’ignorance de certains de ses contemporains en matière de Torah; mais les enseignements de la Torah sont le fruit d’une révélation divine, alors que les sciences ne sont que des spéculations humaines ; Ces enseignements sont donc tous équivalents, et aucun d’entre eux ne peut être considéré comme principe ou corollaire d’un principe.
En fait, Abravanel pourrait représenter une certaine tendance à ramener la pensée de Maïmonide dans le giron de la pensée juive traditionnelle. Ainsi, sur le débat quant à savoir si Maïmonide adhérait ou non à l’idée de l’éternité du monde, après avoir contesté, en le priant de l’excuser, l’explication que donne le Rambam du mot Bereshit (Guide des égarés II, chap 30), Abravanel ajoute : "Et expliquer le premier mot du premier verset dans le sens d’une antériorité temporelle ne conduit pas nécessairement à poser que la création a eu lieu dans le temps, ni ne remet en cause le principe de la création ex nihilo, comme le craint le Rambam, car il n’est pas impossible de dire que le commencement dont il est question dans ce verset fait lui-même partie du temps qu’il inaugure et que la création du ciel et de la terre ne vient pas s’inscrire dans un temps antérieur, mais qu’elle est l’instant fondateur du temps lui-même."
Abravanel présente donc un Maïmonide impuissant à triompher du raisonnement aristotélicien sans remettre en cause les fondements de son propre système de croyance, mais convaincu pour lui-même des enseignements révélés.
De fait, les arguments d’Abravanel lui-même, pour justes qu’ils sont, ne sont pas des preuves et ne s’adressent qu'à celui qui lit son commentaire, donc généralement un croyant. 
Pour ce qui est de la communauté scientifique, ce dogme de l’éternité du monde ne sera sérieusement remis en cause qu’au XXe siècle, avec les théories de Georges Gamow.
Pour Abravanel, les controverses liées à la philosophie ne sont donc pas dues à Maïmonide, mais à ses sectateurs, comme Albalag, ibn Caspi, Falquera, Gersonide, Narboni... Il ne manqua pas à leur égard de mots acerbes, leur reprochant d’avoir perverti les croyances de fidèles authentiques, voire de les avoir détournés de la foi.
Quant à Abraham ibn Ezra, le néo-platonicien, Abravanel fut encore plus sévère à son égard, traitant ses commentaires, où s’entremêlaient philologie et philosophie, de “futiles”, “contraires aux principes élémentaires de la Tora”, abscons sans rien apporter à l’étudiant.
Source : Isaac Abravanel, Commentaire du récit de la création, Genèse 1 :1 à 6 :8, traduit par Yehouda Schiffers, collection Les Dix Paroles, éditions Verdier.

## La Philosophie juive à la Renaissance
Après l'expulsion des Juifs d'Espagne, l'Italie devient pour un temps le nouveau centre de la philosophie juive. En réalité, c'est en Italie qu'Isaac Abravanel a rédigé le gros de ses œuvres, et l'Italie du XIIe siècle voyait déjà se lever un philosophe Juif, Hillel ben Samuel, qui combinait néoplatonisme, aristotélisme, mais aussi scolastique.
Néanmoins, les grandes tendances dont sortiront le renouveau de la philosophie juive d'une part, et la philosophie moderne l'autre sont ailleurs.
- Pour le premier, le front se trouve à Safed. Il a commencé à Léon, et connaît un énorme regain après l'expulsion des Juifs d'Espagne : il s'agit non pas de la kabbale, qui fait l'objet d'une entrée séparée, mais de la philosophie sous-jacente, voire périphérique, qui culmine avec les œuvres de Juda Löw ben Bezalel de Prague et Moché Haïm Luzzatto de Padoue.
- Pour le second, il s'agit d'Amsterdam, siège d'une intense émigration marrane, dont le Baruch Spinoza est peut-être le plus beau fleuron.

## Le néoplatonisme italien

### Juda Abravanel(1460-1530)
Fils d'Isaac, il est également contraint à l'exil. Sa réputation de médecin n'est surpassée que par celle de philosophe : il est l'un des plus grands penseurs de cette période charnière entre Moyen Âge et Renaissance, et peut-être l'un de ses artisans.
Dans son œuvre la plus connue, les Dialoghi d'Amore, il développe une théorie, s'inspirant du Symposium de Platon, et de Bahya, expliquant que l'amour, au sens platonique du terme, imbue l'Univers : l'amour émane de Dieu vers Ses créatures, qui le lui réverbèrent, d'où le dialogue. L'amour est donc un principe cosmique, inséparable de l'être. L'œuvre appuie particulièrement sur la dimension spirituelle de la beauté (elle rend aimable, au sens du mot), et l'esthétique.
Le vrai bonheur est l'"union de l'intellect humain avec l'intelligence Divine, " ceci étant directement corrélé au plaisir esthétique.

### Eliya Delmedigo (1460–1497)
Eliya Delmedigo, ou Élie del Medigo, né en Crète, vécut en Italie, où il discuta avec des Platonistes chrétiens. Il traduisit quelques travaux d'Averroès de l'Hébreu au Latin, à la demande de Pic de la Mirandole, mais écrivit aussi des œuvres philosophiques indépendantes, comme Be'hinat haDat ("Examen de la Religion"), une œuvre basée sur un traité d'Averroès, où il investit la relation entre philosophie et religion.
Comme Averroès, il pense que l'interprétation des Écritures devrait être l'apanage des philosophes. Néanmoins, il dénie aux philosophes le droit d'interpréter les principes fondamentaux du Judaïsme. Il est partisan, comme les Averroïstes chrétiens du principe de double vérité, mais contrairement à eux, ou à Albalag, il donne la primauté à la tradition, bien qu'il soit possible d'interpréter philosophiquement les doctrines qui n'affectent pas un principe de foi, ou en affirmant que les principes de foi ne sont pas en désaccord avec la raison.

### Joseph Delmedigo (1591–1655)
Descendant du précédent, Joseph Salomon Delmedigo a été influencé par Galilée, bien qu'encore attaché à des croyances médiévales. Il se montra critique vis-à-vis des idées d'Aristote, notamment de la notion de forme d'Aristote, estimant que la substance et ses qualités suffisent à décrire le monde, et de l'existence de mobiles incorporels des sphères. Sa conception de l'âme tient de celle de Platon, savoir que l'âme est une substance jointe au corps, et de Thomas d'Aquin, savoir que l'Intellect actif est intrinsèque à l'âme de l'individu. Par ailleurs, il défendit les idées kabbalistes, bien qu'il se moque de leurs superstitions.

## Le renouveau kabbalistique
La Kabbale n'est pas une forme de philosophie. Elle existe selon ses adhérents depuis le don de la Torah sur le mont Sinaï, et consiste en enseignements oraux transmis depuis lors, certains dans un grand secret.
Toutefois, elle est dans une certaine mesure fortement associée à la philosophie juive. D'abord parce que Maïmonide, le plus grand représentant de celle-ci, condamnait ouvertement les usages ésotériques et les pratiques magiques. Être kabbaliste devint donc pour certains, comme Shem Tov ibn Shem Tov (en), un fructueux médium d'expression de l'anti-maïmonidisme. 
Cependant, beaucoup puisèrent aux deux sources.
- Moïse Narboni, avant de devenir l'averroïste que l'on sait, avait commencé par commenter un ouvrage mystique, le Shiur Qomah.
- Moïse de Léon, le diffuseur ou auteur du Zohar, fut formé à la philosophie avant de se tourner vers la mystique.
- De grands kabbalistes, comme Moshe ben Nahman, Moshe Cordovero ou Moché Haïm Luzzatto, étaient amplement formés à la philosophie, et y puisaient au besoin.
- Plus tard, des grands maîtres du Judaïsme comme Isaac Abravanel ou le Rav Yehouda Löw se distinguèrent dans les deux domaines, ainsi que, de nos jours, les Gdolei HaDor (Grands de la génération).

La Kabbale proprement dite est traitée plus avant dans sa propre entrée et sa place dans la pensée le sera également dans l'article Pensée juive.

## La philosophie des Marranes
Outre les conversions au christianisme de quelques individus sous l'effet de prédications agressives ou afin d'échapper aux persécutions envers les Juifs, était apparu en 1391 un phénomène nouveau, les conversions forcées en masse. Cependant, ces "nouveaux chrétiens" demeuraient perpétuellement en marge, interdits de retour au judaïsme ou de "judaïser", tenus en piètre estime par les "vieux chrétiens" lorsqu'ils souhaitaient s'intégrer à leur nouvelle société, considérés avec soupçon par les instances juives lorsque, trouvant un lieu plus tolérant comme le Portugal en 1414 ou Amsterdam après 1492, ils souhaitaient revenir au judaïsme. C'est du fait de cet état de dépossession permanente que, « cherchant le neuf dans le vide entre les deux religions », certains conversos, qu'ils redeviennent juifs ou demeurent chrétiens, développèrent une philosophie fondée sur la raison, assez critique envers la foi, et qui aboutirait avec Michel de Montaigne, Baruch Spinoza et d'autres à la naissance de la philosophie moderne, tandis que d'autres élaboraient une théologie libérale. C'est en effet à des descendants de conversos que l'on doit :
- le scolasticisme espagnol, initié par Francisco de Vitoria[22] et développé par Bartolomé de Las Casas[23] et Alonso (Guttierez) de la Veracruz[24], qui met l'accent sur une loi universelle et des droits naturels, en opposition avec la limpieza de sangre inventée par l'ordre des chevaliers d'Alcantara.
- l'« Érasmianisme » espagnol, qui rêve d'une chrétienté libérale, débarrassée de sa théologie, se fondant sur des enseignements éthico-moraux plutôt que des doctrines[25]
- désigné par Ignace de Loyola pour lui succéder à la tête de la Société de Jésus, Diego Lainez, qui en développa l'obédience, descendait de convertis (un siècle plus tard, les Jésuites se hâteront de maquiller la généalogie, dans leur obsession de pureté, alors que la conversion des Lainez remontait probablement à quatre générations[26])

Parmi les conversos revenus au judaïsme, Uriel da Costa et Juan de Prado, déçus de découvrir dans le judaïsme non pas un biblisme libéré des contraintes chrétiennes, mais une tradition tributaire d'une révélation oralement transmise, formulent les bases d'un déisme rationaliste, qui influencera la philosophie de Baruch Spinoza. D'autres anciens conversos, comme Isaac Orobio de Castro, élaborent une défense philosophique du judaïsme à ces attaques, ainsi qu'aux alternatives se présentant aux marranes rejudaïsés, comme le christianisme libéral de Limborch.
Comme ces philosophes se meuvent tous dans un univers mental chrétien, ils auront une postérité considérable sur la pensée de la fin du XVIIe siècle, influençant des philosophes comme John Locke, Pierre Bayle, ou Fénelon.

### Philosophes marranes chrétiens
- Paul de Santa Maria, anciennement Salomon Halevi
- Alfonso de Valladolid, anciennement Abner de Burgos
  - Voir aussi Isaac Pollegar, qui partagea initialement le scepticisme d'Abner, mais ne se convertit pas, et prit ses distances vis-à-vis de son ancien ami.

### Philosophes marranes rejudaïsés
- Manasse ben Israël
- Isaac Cardoso (en)
- Miguel de Barrios

#### Philosophes rejudaïsés critiques de la religion
- Uriel da Costa
- Juan de Prado
- Baruch Espinoza, dit Benedictus de Spinoza

Fils d'un notable de la communauté juive amstellodamoise, Baruch Spinoza semble avoir douté dès sa jeunesse, malgré ses études brillantes et une vie communautaire normale en apparence. Influencé par les idées déistes de Juan de Prado, Spinoza rejette le modèle maïmonidien d'une conciliation entre religion et raison. Initiateur de la critique textuelle de la Bible, il en conclut que la Bible est un assemblage de textes écrits à différentes périodes et en différents contextes, qu'elle est plutôt le fruit de l'imagination que de la raison, et que la superstition des pratiquants en est une conséquence prévisible. Elle contient cependant un noyau indéniablement pur, enseignant l'obéissance à Dieu dans l'intégralité de son cœur, et la pratique de la justice et de la charité. Par ailleurs, on y trouve sept principes de fois universels, qui permettent une éducation éthique et efficace des masses (Spinoza partage avec Maïmonide la vision d'une élite philosophique côtoyant une masse ignorante) :
1. La croyance en Dieu
2. Son Unité
3. Son omniprésence
4. Son Pouvoir et Sa volonté
5. L'obligation pour l'homme de L'honorer
6. La rédemption
7. La salvation

Alors qu'il les présente dans son Traité Théologico-Politique comme un produit de l'imagination, il décrit de notions éthiques fort proches de ces principes dans son Éthique.
Avec son Deus sive Natura, l'identification de Dieu à la nature par identité de "substance", Spinoza développe un panthéisme, ainsi qu'une métaphysique cartésienne, résolument rationaliste et déterministe au moyen de la science. Le libre-arbitre n'est pas la possibilité de refuser ce qui arrive, mais celle de l'accepter et de percevoir clairement pourquoi les choses doivent nécessairement se produire de la sorte. Plus cette perception est claire, plus l'on peut activement appliquer son libre-arbitre, ce qui rend à la fois plus libre et plus semblable à Dieu.

Le naturalisme spinozien devint bientôt l'une des présentations fondamentales de l'idéologie de l'homme moderne, influençant le matérialisme des Lumières, l'idéalisme allemand, et d'autres mouvements. Cependant, et bien qu'ayant puisé à des sources juives, Spinoza s'en éloigne totalement. "J'ai cherché en quoi Spinoza était un 'bon' ou un 'mauvais' Juif. En fait, il n'est pas Juif du tout".

## Philosophie juive moderne

### Spinoza
Baruch Spinoza (né le 24 novembre 1632, Amsterdam, Pays-Bas - mort le 21 février 1677, La Haye) était un philosophe néerlandais dont la pensée eut une influence considérable sur ses contemporains et nombre de penseurs postérieurs.
Issu d'une famille marrane, Spinoza fut un héritier critique du cartésianisme. Il prit ses distances vis-à-vis de toute pratique religieuse, mais non de la réflexion théologique, grâce à ses nombreux contacts interreligieux. Après sa mort, le spinozisme, condamné en tant que doctrine athée, eut une influence durable. Gilles Deleuze le surnommait le « Prince des philosophes »1, tandis que Nietzsche le qualifiait de « précurseur », notamment en raison de son refus de la téléologie.

### Salomon Maïmon
Né Salomon Cheiman, cet érudit qui gagne sa subsistance à 14 ans en dispensant des cours de Talmud quitte pourtant sa Biélorussie natale et le monde juif à l'appel des sirènes de la philosophie. Se dévouant à l'étude de Mendelssohn, il découvre Kant sur le tard, en 1771. Néanmoins, il en développe une critique si astucieuse que le philosophe lui-même s'exclame que personne parmi ses critiques n'a aussi bien compris ses idées.

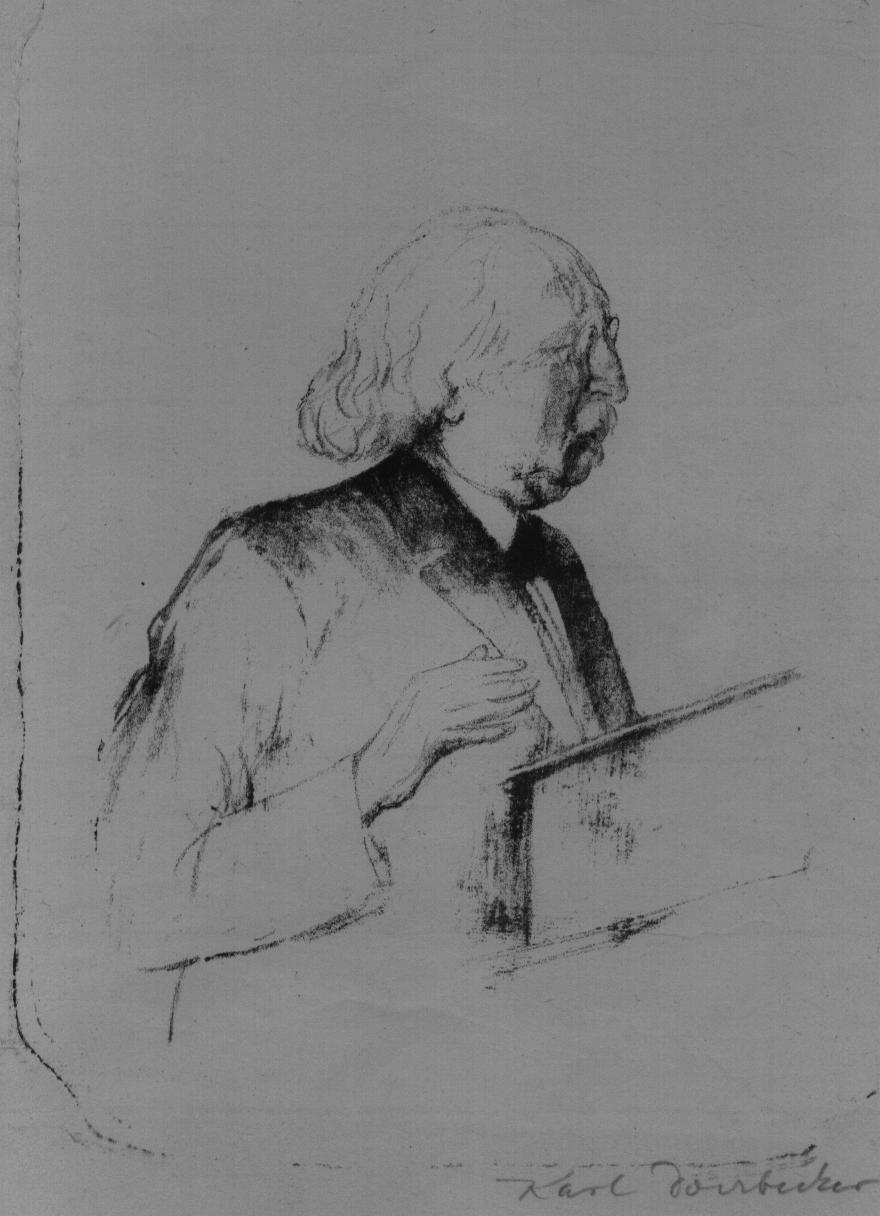
Hermann Cohen par Karl Doerbecker

### Hermann Cohen(1842-1918)
L'éros philosophique d'Hermann Cohen est que Dieu rend la vérité possible. Son système d'idéalisme critique, inspiré du criticisme kantien, s'occupe de logique de la connaissance pure, d'éthique de la volonté pure, et d'esthétique des sentiments purs. Il mit toujours en exergue le fait que sa philosophie éthique s'enracinait dans les enseignements du Judaïsme.
Hermann Cohen fut le chef de file de l'école de Marbourg, ses interprétations des critiques de la philosophie de Kant donnant naissance au mouvement néo-kantien. Il favorisa une version pangolique transcendante de la pensée kantienne, délaissant certaines de ses interprétations métaphysiques plus spéculatives, et appuyant sur le côté objectif de Kant. Il tenta aussi d'identifier l'éthique de Kant avec le socialisme libéral.
L'idée de Dieu occupe la position centrale de sa philosophie idéaliste critique. Cette idée renvoie à une harmonie essentielle entre la structure de l'Univers et les aspirations de l'humanité. Son introduction de l'idée de Dieu dans sa philosophie est une tentative de satisfaire le besoin humain de croire que l'idéal éthique est plus "réel" que l'idéal esthétique, au sens "concret".
Dieu, dans ce concept, n'est ni vivant ni personnifié. On peut Le découvrir par le procédé de la raison lui-même. La religion, au sens du terme, naît avec l'émergence de la conscience éthique. La "fonction" de Dieu, si l'on peut s'exprimer ainsi, n'est pas d'apporter la prospérité, ni même le bonheur, mais d'aider les hommes dans leurs efforts de discrimination du bien et de mal. La religion est capable à elle seule de produire l'idéal en ce qui concerne l'individualité. La conception du péché est en principe applicable à l'individu mais non au groupe. La cultivation des dons et facultés intellectuels en devient donc un devoir religieux.
La philosophie religieuse proprement dite d'Hermann Cohen contenait des éléments d'idéalisme, de positivisme et d'humanisme. Ceux-ci provenaient de ses intuitions quant à la validité objective de l'expérience éthique.